# ماريو فالديز
ماريو فالديز (بالإسبانية: Mario Valdez)‏ هو لاعب كرة قاعدة مكسيكي، ولد في 19 نوفمبر 1974 في سيوداد أوبريجون في المكسيك.

## وصلات خارجية
- ماريو فالديز على موقع دوري كرة القاعدة الرئيسي (الإنجليزية)
- ماريو فالديز على موقع الدوري الياباني لكرة القاعدة (الإنجليزية)
- ماريو فالديز على موقعبيزبول رفرنس.كوم (الدوري الرئيسي) (الإنجليزية)
- ماريو فالديز على موقعبيزبول رفرنس.كوم (الدوري الثانوي) (الإنجليزية)
- ماريو فالديز على موقع إي إس بي إن.كوم (أم.أل.بي) (الإنجليزية)
- ماريو فالديز على موقع مشجعي الرسوم البيانية (الإنجليزية)